# Avvakum
Avvakum Petrovici Kondratiev (în rusă Аввакум Петров Кондратьев) (n. 20 noiembrie 1620/1621? - d. 14 aprilie 1682) a fost protopop al Catedralei din Kazan, cunoscut pentru opoziția pe care a manifestat-o față de reformele promovate de patriarhul Nikon al Moscovei.
Scrierea sa autobiografică, Viața protopopului Avvakum, scrisă de el însuși („Житие протопопа Аввакума им самим написанное”) (1672/1675), precum și scrisorile adresate țarului reprezintă adevărate capodopere ale literaturii ruse din secolul al XVII-lea. Se remarcă exprimarea simplă, spontană, cu utilizarea limbajului colocvial. O primă versiune în română a „Vieții protopopului Avvakum”, realizată de Marina Vraciu, a apărut în 2010, la Iași și Sibiu, pentru ca, în 2019, să apară la Editura C.R.L.R. București o ediție bilingvă, rusă și română, a textului („Житие протопопа Аввакума, им самим написанное”/ „Viața protopopului Avvakum de el însuși scrisă”. Traducere din limba rusă veche, note, postfață, tabel cronologic de Marina Vraciu. Prefața, „În Siberia, cu trupul, cu sufletul...”, e semnată de Leonte Ivanov).